# Mirsad Fazlić
Mirsad Fazlić, slovenski nogometaš, * 9. marec 1992, Trbovlje.
Fazlić je nekdanji profesionalni nogometaš, ki je igral na položaju vezista. V svoji karieri je igral za slovenske klube Celje, Zagorje in Rudar Trbovlje ter avstrijske Donau Linz, Union Pichling, Union Dietach, SV Sierning, ATSV Stein in Union Bad Hall. Skupno je v prvi slovenski ligi odigral eno tekmo za Celje.